# Rodney McGruder
Rodney Christian McGruder (Landover, 21 maggio 1991) è un cestista statunitense di ruolo guardia.

## Carriera

### La mancata scelta al Draft e il post (2013-2014)
Dopo non essere stato scelto al Draft NBA 2013, va a giocare in Summer League di Orlando con gli Orlando Magic e a giocare quella di Las Vegas con gli Charlotte Bobcats ma senza successo.
Il 27 settembre 2013 firma un contratto non garantito con gli Oklahoma City Thunder. Tuttavia, 28 giorni dopo, il 25 ottobre 2013 viene tagliato.

### Atomerőmű (2014-2015)
Nel Novembre 2013 firma un contratto con l'Atomerőmű andando così a giocare in Ungheria. Gioca nel campionato ungherese per un anno e in 29 partite complessive tiene un'ottima media di 14,4 punti, 5,3 rimbalzi e 2,3 assist a partita.

### Le mancate firme con Golden State e Boston, e l'approdo ai Maine Red Claws (2014-2015)
Nell'estate 2014 riprova a strappare un contratto con una franchigia NBA andando a disputare la Summer League con i Golden State Warriors. A seguito della manifestazione non convince i dirigenti della franchigia californiana a confermarlo nel roster.
Il 29 settembre 2014 firma un contratto non garantito coi Boston Celtics. Ma anche qua, esattamente come successo a Okahoma City viene tagliato il 27 ottobre, anche in questo caso prima dell'inizio della stagione regolare e dopo 28 giorni.
Allora il 31 ottobre viene acquistato dai Maine Red Claws, andando così a giocare in D-League.
Tuttavia coi Claws disputa solo 26 partite e viene tagliato il 26 marzo 2015. Quattro giorni dopo venne acquistato dai Sioux Falls Skyforce.

### Sioux Falls Skyforce e la vittoria della D-League (2015-2016)
Nella stagione 2015-16, dopo aver provato a entrare a far parte del roster finale dei Miami Heat (con cui ha disputato la Summer League 2015), torna a militare in D-League nei Sioux Falls Skyforce.
Con gli Skyforce disputa 51 partite mettendo a segno in totale 780 punti.
A fine anno si laurea campione della NBA Development League con gli stessi Skyforce aiutando il team a battere i Los Angeles D-Fenders nella finale.

### NBA (2016-)

#### Miami Heat (2016-2019)
Le prestazioni fornite da Rodney in D-League non sono passate inosservate; allora il 7 luglio 2016 firma un contratto triennale a 2.498.982 dollari (diluiti nei tre anni) con i Miami Heat con cui ha disputato la Summer League del 2016 (oltre a quella dell'anno precedente).
Debutta in NBA il 27 ottobre nella gara inaugurale della stagione contro gli Orlando Magic. In quella gara Rodney giocò poco meno di 24 minuti, in cui mise a segno 6 punti, raccolse 3 rimbalzi e rubò 2 palloni. Il 29 gennaio 2017 segnò 12 punti nella gara vinta in casa per 116-103 contro i Detroit Pistons. McGruder trovò molto spazio durante la stagione, giocando 78 partite, e 65 di queste da titolare, contribuendo alla rimonta degli Heat che però mancarono i playoffs per un soffio.
Dopo una seconda stagione in cui giocò solo 18 partite a causa di problemi alla gamba, nella terza trovò più spazio disputando 66 partite. Ciononostante è stato tagliato dagli Heat l'8 aprile 2019.

#### Los Angeles Clippers (2019-)
Il 10 aprile 2019 venne ingaggiato dai Los Angeles Clippers.

### Approdo in Europa

#### Italia - Olimpia Milano
Il 10 gennaio l'Olimpia Milano comunica di aver raggiunto un accordo fino al 30 giugno 2024 con l'ex NBA, il giocatore statunitense approda per la seconda volta in Europa. Il 13 marzo 2024 la squadra milanese comunica di aver "consentito a Rodney McGruder di rientrare immediatamente negli Stati Uniti per motivi personali" terminando la sua avventura dopo aver giocato 7 partite in Eurolega.

## Statistiche

### NCAA
| Anno      | Squadra      | PG  | PT  | MP   | TC%  | 3P%  | TL%  | RP  | AP  | PRP | SP  | PP   |
| --------- | ------------ | --- | --- | ---- | ---- | ---- | ---- | --- | --- | --- | --- | ---- |
| 2009-2010 | KSU Wildcats | 33  | 0   | 12,5 | 49,5 | 41,9 | 72,0 | 2,8 | 0,5 | 0,3 | 0,3 | 3,9  |
| 2010-2011 | KSU Wildcats | 34  | 34  | 30,6 | 43,9 | 40,8 | 71,0 | 5,9 | 1,5 | 0,7 | 0,2 | 11,1 |
| 2011-2012 | KSU Wildcats | 33  | 33  | 32,9 | 46,3 | 38,5 | 80,2 | 5,2 | 1,4 | 1,2 | 0,3 | 15,8 |
| 2012-2013 | KSU Wildcats | 35  | 35  | 33,5 | 44,2 | 33,6 | 75,2 | 5,4 | 2,0 | 1,3 | 0,3 | 15,6 |
| Carriera  | Carriera     | 135 | 102 | 27,5 | 45,2 | 38,1 | 75,9 | 4,8 | 1,4 | 0,9 | 0,3 | 11,7 |

#### Massimi in carriera
- Massimo di punti: 33 vs Texas-Austin (18 gennaio 2012)[7]
- Massimo di rimbalzi: 15 vs Texas Tech (15 gennaio 2011)
- Massimo di assist: 5 (2 volte)
- Massimo di palle rubate: 5 vs Howard (31 dicembre 2011)
- Massimo di stoppate: 2 (3 volte)
- Massimo di minuti giocati: 42 vs West Virginia (8 dicembre 2011)

### NBA

#### Regular season
| Anno      | Squadra         | PG  | PT  | MP   | TC%  | 3P%  | TL%  | RP  | AP  | PRP | SP  | PP  |
| --------- | --------------- | --- | --- | ---- | ---- | ---- | ---- | --- | --- | --- | --- | --- |
| 2016-2017 | Miami Heat      | 78  | 65  | 25,2 | 41,3 | 33,2 | 62,0 | 3,3 | 1,6 | 0,6 | 0,2 | 6,4 |
| 2017-2018 | Miami Heat      | 18  | 2   | 16,6 | 49,3 | 42,9 | 50,0 | 1,8 | 0,9 | 0,4 | 0,2 | 5,1 |
| 2018-2019 | Miami Heat      | 66  | 45  | 23,5 | 40,3 | 35,1 | 72,2 | 3,6 | 1,7 | 0,5 | 0,2 | 7,6 |
| 2019-2020 | L.A. Clippers   | 56  | 4   | 15,6 | 39,8 | 27,0 | 55,9 | 2,7 | 0,6 | 0,5 | 0,1 | 3,3 |
| 2020-2021 | Detroit Pistons | 16  | 2   | 12,1 | 52,9 | 45,8 | 75,0 | 1,4 | 1,0 | 0,5 | 0,1 | 5,7 |
| 2021-2022 | Detroit Pistons | 51  | 2   | 14,8 | 43,6 | 39,7 | 73,1 | 2,2 | 0,9 | 0,4 | 0,1 | 5,4 |
| 2022-2023 | Detroit Pistons | 32  | 12  | 16,4 | 40,8 | 42,3 | 81,8 | 2,3 | 0,9 | 0,5 | 0,0 | 5,7 |
| Carriera  | Carriera        | 317 | 132 | 19,4 | 42,0 | 36,0 | 67,2 | 2,8 | 1,2 | 0,5 | 0,2 | 5,8 |

#### Play-off
| Anno     | Squadra       | PG | PT | MP  | TC%  | 3P%  | TL% | RP  | AP  | PRP | SP  | PP  |
| -------- | ------------- | -- | -- | --- | ---- | ---- | --- | --- | --- | --- | --- | --- |
| 2018     | Miami Heat    | 4  | 0  | 4,0 | 25,0 | 0,0  | -   | 1,0 | 0,0 | 0,0 | 0,0 | 0,5 |
| 2020     | L.A. Clippers | 5  | 0  | 3,2 | 60,0 | 66,7 | -   | 0,8 | 0,4 | 0,0 | 0,0 | 1,6 |
| Carriera | Carriera      | 9  | 0  | 3,6 | 44,4 | 40,0 | -   | 0,9 | 0,2 | 0,0 | 0,0 | 1,1 |

#### Massimi in carriera
- Massimo di punti: 26 vs Milwaukee Bucks (8 aprile 2022)[8]
- Massimo di rimbalzi: 11 (2 volte)
- Massimo di assist: 6 (3 volte)
- Massimo di palle rubate: 4 vs Brooklyn Nets (10 febbraio 2017)
- Massimo di stoppate: 2 (2 volte)
- Massimo di minuti giocati: 51 vs Oklahoma City Thunder (14 agosto 2020)

## Palmarès
- Campione NBA D-League (2016)